# Пиер Ожеро
Шарл Пиер Франсоа Ожеро (на френски: Charles Pierre François Augereau), Първи херцог на Кастилионе (21 октомври 1757 – 12 юни 1816 г.) е френски военен деец от времето на Революционните и Наполеоновите войни, маршал на Франция.

## Биография

### Ранни години
Ожеро е роден в предградието Сен Марсо, Париж, в семейството на продавач на плодове. Записва се в армията на седемнадесетгодишна възраст, при карабинерите. Прочува се като забележителен фехтовач и дуелист, но трябва да напусне Франция, след като при свада убива офицер. Служи в руската армия срещу Османската империя, но скоро избягва в Прусия и се записва в гвардията, от която също дезертира и достига границите на Саксония. В периода 1788 – 1791 г. е на служба в неаполитанската армия и пребивава временно в Португалия, но събитията на Френската революция отвеждат Ожеро обратно във Франция.

### По времето на Революционните войни
Служи с престиж по време на действията срещу Вандейското въстание, а после се присъединява към войските, противостоящи срещу испанците на юг, по време на Пиренейската война. Там се издига бързо, ставайки дивизионен генерал на 23 декември 1793 г. Неговата дивизия се доказва още повече след прехвърлянето си към Италианската армия, където, под командването на Наполеон Бонапарт, Ожеро участва в битката при Милезимо и превземането на замъка Косерия (на 14 април 1796 г.).
Но именно битката при Кастилионе (5 август 1796 г.) е тази, в която доказва качествата си. Генерал Жан Батист Марслен описва Ожеро като обнадеждаващ дори самия Бонапарт в неясната ситуация преди сражението (макар че мемоарите на Марслен трудно могат да се причислят към най-надеждните източници и безспорно превъзходството на Бонапарт като стратег е това, което прави победата при Кастилионе възможна). Наполеон накратко сумира качествата на Ожеро така: Притежава изобилие на кураж, характер, твърдост, енергия; кален е в битките; обичан от войниците; и има късмет в начинанията си.
През 1797 г. Бонапарт изпраща генерала в Париж да съдейства на якобинската Директория срещу роялистите. Ожеро и войските, водени от него, извършват Преврата от 18 фруктидор (4 септември 1797 г.). След това е изпратен като главнокомандващ на войските в Германия.
Ожеро взима малко участие в Брюмерския преврат (ноември 1799 г.) и не се отличава в последвалата Рейнска кампания. Въпреки това, благодарение на категоричната си вяра в успехите на Наполеон, при установяването на Първата империя получава маршалски жезъл (19 май 1804 г.).

### По времето на Наполеоновите войни
По време на подготовката за нахлуване в Англия, Ожеро командва лагер в Брест. Когато Наполеон отменя атаката, поради нарастващата заплаха от страна на Австрия и Русия, лагерът е преобразуван в VII корпус на Великата армия. По време на Войната на Третата коалиция, маршалът и корпуса му са натоварени със задачите по охраната на комуникациите на армията и влизат в схватки при Констанц и Брегенц.
В последвалата Войната на Четвъртата коалиция, Ожеро отново е начело на VII корпус, който се отличава в битката при Йена, където оформя левия фланг на армията.
В началото на 1807 г. маршалът се разболява от треска и на 7 февруари, в битката при Ейлау, се налага да бъде поддържан на коня си, но продължава да ръководи действията на корпуса с обичайната си смелост. Войските му са унищожени почти нацяло, като самият Ожеро получава рана, от която никога не се възстановява напълно.
На 19 март 1908 г. му е дадена титлата херцог на Кастилионе, наследствена победна титла в чест на победата му през 1796 г., която гарантира на наследниците му ранг на херцози, до отмирането им през 1915 г. Всъщност Ожеро няма наследници от брака си с Аделед Жозефин дьо Шаванж (1789 – 1869 г.), а титлата е наследена от неговите племенници.
След прехвърлянето си в Каталония, Ожеро печели няколко успеха, но опетнява името си с жестокости. В кампаниите в Русия (1812 г.) и Саксония (1813 г.) ръководството му може да се опише като малко над посредствено. Преди Битката при Лайпциг (октомври 1813 г.), Наполеон го упреква, че вече не е Ожеро от Кастилионе; на което маршалът отговоря: Върнете ми старите войници от Италия, и ще ви покажа, че съм.
През 1814 г. маршалът командва армията на Лион и бездействието му му навлича обвинения в разбирателство с австрийските нашественици. Впоследствие, Ожеро служи при завърналия се крал Луи XVIII, но, дори след пререканията си с Наполеон, преминава към него по време на Стоте дни. Императорът обаче отказва услугите му и го обвинява като предател на Франция.
Луи XVIII, при възстановяването си на трона, лишава маршала от звание и пенсия. Пиер Ожеро умира в имението си в Ла Усайе. Погребан е в гробището Пер Лашез.